# Mounir Bouziane
Mounir Bouziane (Saint-Louis, 5 de fevereiro de 1991) é um futebolista profissional francês que atua como atacante.

## Carreira
Mounir Bouziane começou a carreira no RC Strasbourg.